# Префект претория
Префе́кт прето́рия (лат. praefectus praetorio, др.-греч. ἔπαρχος/ὕπαρχος τῶν πραιτωρίων) — одно из высших должностных лиц в Римской империи. Эта должность поначалу предполагала только пост командира преторианской гвардии, но постепенно префекты претория расширили свои правовые и административные полномочия, становясь ближайшими помощниками императоров. При Константине Великом их власть была существенно уменьшена, а должность стала сугубо гражданским административным постом, однако при его преемниках префектуры претория во главе с префектами претория стали крупнейшими административными округами Империи. Префекты вновь представляли собой высших лиц государства, и к ним были обращены многие законы. В этой роли они назначались вплоть до правления византийского императора VII века Ираклия I, когда широкомасштабные реформы ограничили их власть до положения простых наблюдателей над провинциальной администрацией. Последние следы этой должности исчезли в Византийской империи в 840-е годы.
Термин praefectus praetorio часто сокращался в надписях как «PR PR».

## История

### Командование преторианской гвардией
Во времена империи преторианская стража подчинялась одному, двум или даже трём префектам, которые назначались императором из числа всадников и занимали пост по его воле. С правления Александра Севера этот пост стал доступен также сенаторам, и если на должность префекта претория выбирался всадник, то он одновременно вводился в сенат. Вплоть до Константина Великого, который лишил эту должность военной составляющей, префектами стражи часто становились проверенные солдаты, и порой таким образом они прокладывали себе путь из подчинённого положения к власти. Со временем, по-видимому, власть префекта претория расширилась, охватив все войска в Италии за исключением частей, подчинённых городскому префекту (лат. cohortes urbanae).
Особое положение преторианцев обеспечило им власть в Римском государстве, и их префект вскоре стал одним из наиболее могущественных людей в обществе. Императоры пытались расположить к себе и взять под контроль преторианцев, но те регулярно устраивали перевороты и способствовали быстрой смене власти. Таким образом они, в противоположность своему назначению, дестабилизировали обстановку в Римском государстве. В поздней империи префект претория стал ключевой административной фигурой, объединив обязанности имперского военачальника и собственно начальника гвардии. Диоклетиан существенно ограничил власть этих префектов в рамках своих реформ административных и военных структур империи.

### Административные функции
В дополнение к своим военным функциям префект претория приобрёл право судить преступные деяния, чем он занимался как полномочный представитель императора. Согласно решению Константина от 331 года, решение префекта было окончательным и не могло быть обжаловано. Эта юрисдикция в гражданских делах была присвоена ему не позднее чем при Септимии Севере. С этого времени знание права стало необходимой для этого поста квалификацией. Начиная с правления Марка Аврелия, Коммода и в особенности Септимия Севера, эту должность занимали лучшие юристы своего времени (к примеру, Папиниан, Ульпиан, Юлий Павел, Иоанн Каппадокийский), а её военная составляющая отодвигалась всё больше на задний план.
Введённая Диоклетианом в 286 году система тетрархии повлекла умножение управляющих структур, и теперь у каждого из двух августов и двух цезарей был свой префект претория, выступавший скорее как высшее должностное лицо (в военной и административной области), чем как командир гвардии. Все четыре префекта надзирали за своими частями империи, позднее преобразованными Константином в префектуры претория. Находившаяся над ними власть вскоре сократилась до двух имперских столиц — Рима (позднее Медиолана и Равенны) и Константинополя, однако четыре префектуры сохраняли значение высшего уровня административного деления, которым подчинялись диоцезы (группы провинций), управляемые викариями.
Создание при Константине I должности magister militum полностью лишило префектов претория их военного характера, однако сохранило их статус высшей гражданской должности империи.

### Эпоха германцев
Должность префекта претория сохранялась достаточно долго после того, как Западная Римская империя пала под натиском германцев, и была особенно значима при дворе короля остготов Теодориха Великого, который сохранял нетронутой администрацию римского времени как подчинённую номинально Константинополю.

## Список префектов преторианской гвардии
В приведённом ниже списке перечислены все известные префекты преторианской гвардии, начиная от основания этой должности Августом в 2 году до н. э. и до расформирования гвардии в 314 году н. э. Предполагается, что список неполон из-за нехватки источников, отражающих точное число занимавших пост людей, их имена и срок пребывания в должности. К тому же, хотя порой преторианцев возглавлял один префект (например, Сеян или Бурр), обычно император назначал двух командующих, которые делили власть между собой. Такие ситуации показаны в списке частично или полностью совпадающими сроками.

### Династия Юлиев-Клавдиев
| Префект                   | Годы службы     | Император         |
| ------------------------- | --------------- | ----------------- |
| Публий Сальвий Апр        | 2 до н. э. — ?? | Август            |
| Квинт Осторий Скапула     | 2 до н. э. — ?? | Август            |
| Публий Варий Лигур        | ?? — ??         | Август            |
| Луций Сей Страбон         | ?? — 15         | Август, Тиберий   |
| Луций Элий Сеян           | 14 — 31         | Тиберий           |
| Квинт Невий Корд Суториан | 31 — 38         | Тиберий, Калигула |
| Марк Аррецин Клемент      | 38 — 41         | Калигула          |
| Луций Аррунций Стелла     | 38 — 41         | Калигула          |
| Руфрий Поллион            | 41 — 43         | Клавдий           |
| Катоний Юст               | 41 — 43         | Клавдий           |
| Руфрий Криспин            | 43 — 50         | Клавдий           |
| Луций Лузий Гета          | 47 — 50         | Клавдий           |
| Секст Афраний Бурр        | 50 — 62         | Клавдий, Нерон    |
| Луций Фений Руф           | 62 — 65         | Нерон             |
| Гай Офоний Тигеллин       | 62 — 68         | Нерон             |
| Гай Нимфидий Сабин        | 65 — 68         | Нерон             |

### Год четырёх императоров
| Префект        | Годы службы | Император |
| -------------- | ----------- | --------- |
| Корнелий Лакон | 68 — 69     | Гальба    |
| Плотий Фирм    | 69 — 69     | Отон      |
| Лициний Прокул | 69 — 69     | Отон      |
| Публий Сабин   | 69 — 69     | Вителлий  |
| Альфений Вар   | 69 — 69     | Вителлий  |
| Юний Приск     | 69 — 69     | Вителлий  |

### Династия Флавиев
| Префект                | Годы службы | Император |
| ---------------------- | ----------- | --------- |
| Аррий Вар              | 69 — 70     | Веспасиан |
| Марк Аррецин Клемент   | 70 — 71     | Веспасиан |
| Тиберий Юлий Александр | 69 — ??     | Веспасиан |
| Тит Флавий Веспасиан   | 71 — 79     | Веспасиан |
| Луций Юлий Урс         | 81 — 83     | Домициан  |
| Корнелий Фуск          | 81 — 86     | Домициан  |
| Луций Лаберий Максим   | 83 — 84     | Домициан  |
| Касперий Элиан         | 84 — 94     | Домициан  |
| Тит Флавий Норбан      | 94 — 96     | Домициан  |
| Тит Петроний Секунд    | 94 — 96     | Домициан  |

### Отдинастии АнтониновдоДидия Юлиана
| Префект                     | Годы службы       | Император                      |
| --------------------------- | ----------------- | ------------------------------ |
| Касперий Элиан              | 96 — 98           | Нерва                          |
| Секст Аттий Субуран Эмилиан | 98 — 101          | Траян                          |
| Тиберий Клавдий Ливиан      | 101 — ??          | Траян                          |
| Публий Ацилий Аттиан        | ?? — 119          | Траян, Адриан                  |
| Сервий Сульпиций Симил      | 112—119           | Траян, Адриан                  |
| Гай Септиций Клар           | 119—121           | Адриан                         |
| Квинт Марций Турбон         | 119 — ??          | Адриан                         |
| Марк Петроний Мамертин      | 139—143           | Адриан, Антонин Пий            |
| Марк Гавий Максим           | 136—156           | Адриан, Антонин Пий            |
| Гай Таций Максим            | 156—159           | Антонин Пий                    |
| Фабий Корнелий Репентин     | 159 — ??          | Антонин Пий                    |
| Фурий Викторин              | 160—168           | Антонин Пий, Марк Аврелий      |
| Макриний Виндекс            | ?? — ??           | Марк Аврелий                   |
| Марк Бассей Руф             | 168—177           | Марк Аврелий                   |
| Таррутений Патерн           | к 179—182?        | Марк Аврелий, Коммод           |
| Секст Тигидий Перенн        | 180—185           | Коммод                         |
| Нигер                       | 185—185           | Коммод                         |
| Марций Кварт                | 185—185           | Коммод                         |
| Тит Лонгей Руф              | 185 — к 187       | Коммод                         |
| Публий Атилий Эбуциан       | ок. 185 — ок. 187 | Коммод                         |
| Марк Аврелий Клеандр        | ок. 187—189?      | Коммод                         |
| Юлий Вегилий Грат Юлиан     | 188 — ок. 189     | Коммод                         |
| Регилл                      | ок. 189 — ок. 189 | Коммод                         |
| Мотилен                     | ок. 190 — ок. 190 | Коммод, Пертинакс, Дидий Юлиан |
| Квинт Эмилий Лет            | 192—193           | Коммод, Пертинакс, Дидий Юлиан |
| Тит Флавий Гениал           | 193—193           | Дидий Юлиан                    |
| Туллий Криспин              | 193—193           | Дидий Юлиан                    |

### Династия Северов
| Префект                         | Годы службы       | Император                   |
| ------------------------------- | ----------------- | --------------------------- |
| Флавий Ювенал                   | 193 — к 200       | Дидий Юлиан, Септимий Север |
| Децим Ветурий Макрин            | 193 — к 200       | Дидий Юлиан, Септимий Север |
| Гай Фульвий Плавтиан            | 197? — 205        | Септимий Север              |
| Квинт Эмилий Сатурнин           | 200—200           | Септимий Север              |
| Марк Аврелий Юлиан              | ок. 200/205       | Септимий Север, Каракалла   |
| Марк Флавий Друзиан             | ок. 204/204       | Септимий Север, Каракалла   |
| Эмилий Папиниан                 | 205—211           | Септимий Север, Каракалла   |
| Квинт Меций Лет                 | 205—215?          | Септимий Север, Каракалла   |
| Валерий Патруин                 | 211? — 212        | Каракалла                   |
| Гней Марций Рустий Руфин        | ок. 212 — ок. 217 | Каракалла                   |
| Марк Оклатиний Адвент           | 215? — 217        | Каракалла                   |
| Марк Опеллий Макрин             | 212? — 217        | Каракалла                   |
| Ульпий Юлиан                    | 217? — 218        | Макрин                      |
| Юлиан Нестор                    | 217? — 218        | Макрин                      |
| Юлий Базилиан                   | 218—218           | Гелиогабал                  |
| Публий Валерий Комазон Эвтихиан | 218—222           | Гелиогабал                  |
| Антиохиан                       | 221—221           | Гелиогабал                  |
| Флавиан                         | 222 — ??          | Александр Север             |
| Геминий Хрест                   | 222 — ??          | Александр Север             |
| Домиций Анний Ульпиан           | 222—223           | Александр Север             |
| Луций Домиций Гонорат           | 223/226 — ??      | Александр Север             |
| Марк Эдиний Юлиан               | 223? — к 238      | Александр Север             |
| Марк Аттий Корнелиан            | ок. 230 — ок. 230 | Александр Север             |
| Юлий Павел                      | 228—235           | Александр Север             |

### Кризис третьего века
| Префект                            | Годы службы        | Император                |
| ---------------------------------- | ------------------ | ------------------------ |
| Виталиан                           | ?? — 238           | Максимин Фракиец         |
| Ануллин                            | ?? — 238           | Максимин Фракиец         |
| Пинарий Валент                     | 238—238            | Пупиен, Бальбин          |
| Домиций                            | к. 240 — ??        | Гордиан III              |
| Гай Фурий Сабин Аквила Тимесифей   | 241—243            | Гордиан III              |
| Гай Юлий Приск                     | 242 — после 246    | Гордиан III, Филипп Араб |
| Марк Юлий Филипп                   | 243—244            | Гордиан III              |
| Меций Гордиан                      | 244—244            | Гордиан III              |
| Квинт Геренний Потент              | 249? — 251         | Деций Траян?             |
| Сукцессиан                         | ок. 257—260        | Валериан I               |
| Сильван                            | ?? — ок. 260       | Галлиен                  |
| Баллиста                           | 260—261            | Макриан Младший, Квиет   |
| Луций Петроний Тавр Волузиан       | ок. 260 — ок. 267  | Галлиен                  |
| Марк Аврелий Гераклиан             | к 268 — ??         | Галлиен                  |
| Юлий Плацидиан                     | ок. 270 — ок. 275  | Аврелиан                 |
| Марк Анний Флориан                 | 275? — 276         | Марк Клавдий Тацит       |
| Марк Аврелий Кар                   | ?? — 282           | Проб                     |
| Луций Флавий Апр                   | 282? — 284         | Нумериан                 |
| Марк Аврелий Сабин Юлиан           | ок. 283? — ок. 284 | Карин                    |
| Тит Клавдий Марк Аврелий Аристобул | 284—285            | Карин, Диоклетиан        |

### Доминат
| Префект                    | Годы службы | Император                   |
| -------------------------- | ----------- | --------------------------- |
| Афраний Ганнибалиан        | 285—297     | Диоклетиан                  |
| Юлий Асклепиодот           | 285—297     | Диоклетиан, Констанций Хлор |
| Констанций Хлор            | ?? — ??     | Диоклетиан                  |
| Манлий Рустициан           | 306—310     | Максенций                   |
| Гай Цейоний Руфий Волузиан | ок. 309—310 | Максенций                   |
| Публий Корнелий Аннулин    | ?? — ??     | Максенций                   |
| Руриций Помпеян            | ?? — 312    | Максенций                   |
| Юлий Юлиан                 | 315—324     | Лициний                     |
| Юний Анний Басс            | 318—331     | Константин I                |